# Cohem
Cohem is een dorp in de Franse gemeente Wittes in het departement Pas-de-Calais. Cohem ligt in het westen van de gemeente, bijna twee kilometer ten westen van het dorpscentrum van Wittes.

## Geschiedenis
Een oude vermelding van de plaats dateert uit 1100 als Coham.
De plaats was vroeger een Artisch deel van Blaringem, dat zelf bij Vlaanderen hoorde. In Cohem bevond zich een priorij en kerk, gewijd aan Sint-Jan de Doper (Saint-Jean-Baptiste).
Op het eind van het ancien régime werd Cohem een gemeente. In 1821 werd de gemeente, die toen 203 inwoners telde, al opgeheven en aangehecht bij de gemeente Wittes.